# كانديس كينغ
كانديس رين أكولا (بالإنجليزية: Candice Accola)‏ وتعرف حالياً باسم كانديس كينغ (بالإنجليزية: Candice King)‏ ولدت في 13 مايو 1987 في هيوستن في تكساس في الولايات المتحدة وهي ممثلة أمريكية ومغنية وكاتبة أغاني، اشتهرت بدور كارولين فوربيس في مسلسل شبكة سي دبليو التلفزيونية يوميات مصاص دماء.

## بداية حياتها
ولدت أتشولا في هيوستن في تكساس لعائلة من أصل إنجليزي فرنسي سويسري رومانشي أيرلندي، والدتها كارولين كلارك مهندسة معمارية ووالدها كيفن أتشولا جراح مختص بالقلب والصدر. أكملت تعليمها في مدرسة ليك هايلاند. كلا والداها هم من الداعمين للحزب الجمهوري الأمريكي. لدى كانديس أيضاً شقيق صغير لها.

## المشوار

### الموسيقى
في ديسمبر 2006 أطلقت أتشولا أول ألبوم لها بعنوان It's Always the Innocent Ones وألفت فيه 12 أغنية. في سنة 2008 إشتركت في غناء أغاني مايلي سايرس في فيلمها هانا مونتانا ومايلي سايروس:أفضل حفلة في كلا العالمين. في فبراير 2011 ظهرت في غلاف أغنية Eternal Flame لفرقة ذا بانغلس وألتي أدتها في مسلسل يوميات مصاص دماء.

## التمثيل
بدأت أتشولا مشوارها في التمثيل كيف قابلت أمكما في سنة 2007 وثم مثلت في مسلسل خارق للطبيعة ودروب ديد ديفا في 2009. في سنة 2008 بدأت التمثيل في فيلم الرعب الفتاة الميتة وألذي يتكلم عن طالبين مدرسة يعثرون على إمراة فاقدة الذاكرة بلا مأوى. في سنة 2009 مثلت في فيلم هانا مونتانا، وبعدها مثلت دور كارولين فوربس في مسلسل يوميات مصاص دماء وألذي أشتهرت فيه ونالت عدة جوائز وحصلت على شعبية واسعة بسببه.

## الحياة الشخصية
بدأت كانديس بمواعدة الموسيقي جوي كينغ بعد أن تقابلا في مباراة سوبر بول في فبراير 2012. خطبها في مايو 2013، وتزوجا في أكتوبر 2014 في نيو أورليانز. في 2015 أعلنت أتشولا مع زوجها أنها بانتظار أول مولود لها، وفي يناير 2016 ولدت أول ابنة لها.
مع أن والدي أتشولا جمهوريان، إلا أن أتشولا من أنصار الرئيس الديمقراطي باراك أوباما، وتدعم المثليين جنسياً، في 2016 أعلنت دعمها للمرشحة الديمقراطية هيلاري كلينتون في انتخابات الرئاسة الأمريكية 2016.

## فلموغرافي

### الأفلام

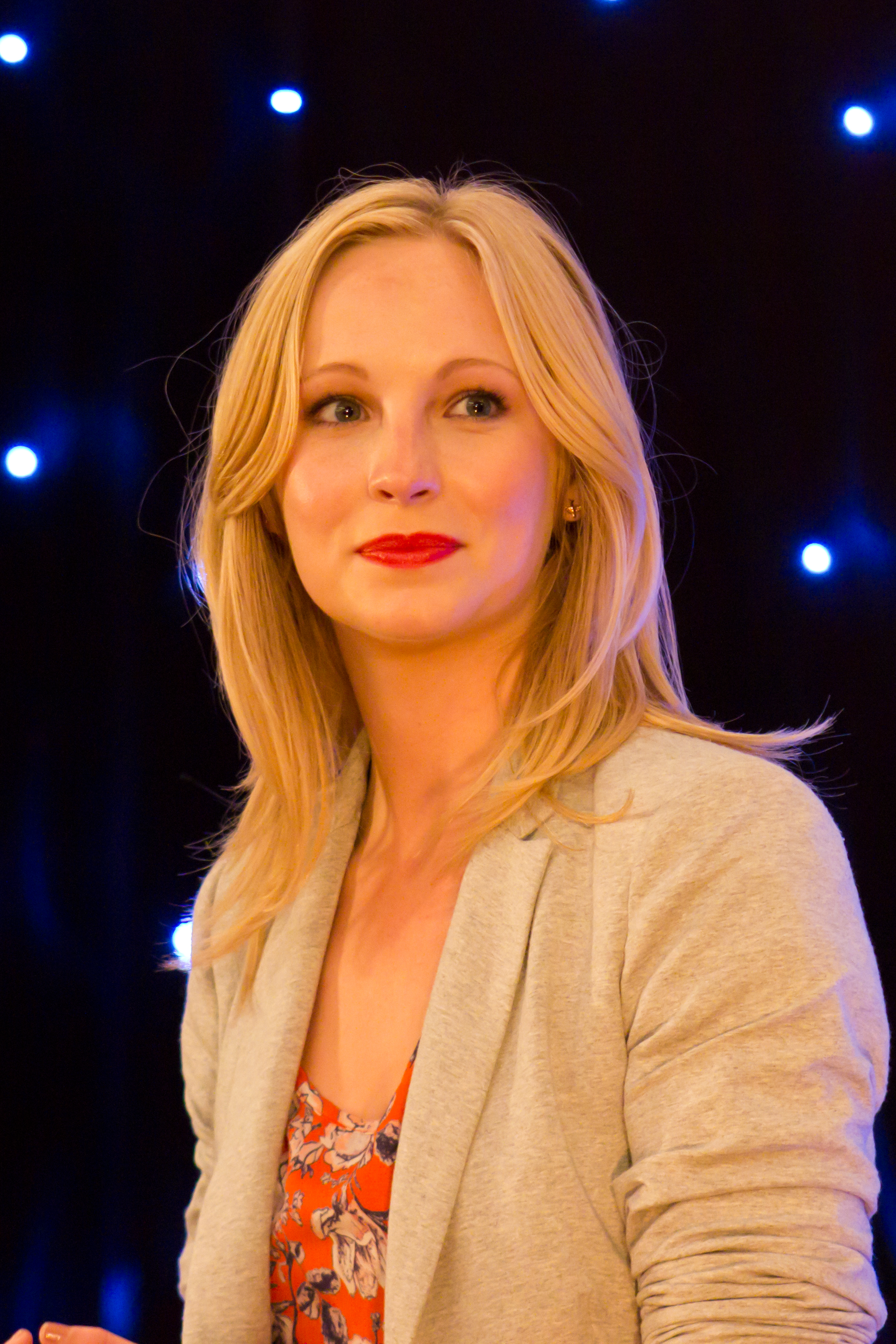
كانديس في إنجلترا في يونيو 2013.

| السنة | العنوان          | الدور        | الملاحظات |
| ----- | ---------------- | ------------ | --------- |
| 2007  | حصن القراصنة     | Annalisa/Tom |           |
| 2007  | جونو             | أماندا       |           |
| 2007  | على الدمية       | ميلودي       |           |
| 2007  | إكس إس أند أو إس | صديقة غوين   |           |
| 2008  | الفتاة الميتة    | جوان         |           |
| 2009  | آلام الحب        | شارون        |           |
| 2010  | كينغسهايواي      | صوفيا        |           |
| 2011  | حقيقة الملائكة   | كاتلين ستون  |           |

### التلفاز
| السنة     | العنوان          | الدور           | الملاحظات               |
| --------- | ---------------- | --------------- | ----------------------- |
| 2007      | كيف قابلت أمكما  | إيمي            | حلقة: "شئ مدفون"        |
| 2009      | خارق للطبيعة     | أماندا هيكرلنغ  | حلقة: "بعد المدرسة"     |
| 2009      | يوناني           | أليس            | حلقة: "أليس برومانسي؟"  |
| 2009–2017 | يوميات مصاص دماء | كارولين فوربس   | دور رئيسي               |
| 2010      | دروب ديد ديفا    | جيسيكا أورلاندو | Episode: "بدأ مرة أخرى" |
| 2018      | الأصليون         | كارولين فوربس   | Special Guest Star      |

## وصلات خارجية
- كانديس كينغ على موقع IMDb (الإنجليزية)
- كانديس كينغ على موقع روتن توميتوز (الإنجليزية)
- كانديس كينغ على موقع ألو سيني (الفرنسية)
- كانديس كينغ على موقع أول موفي (الإنجليزية)
- كانديس كينغ على موقع قاعدة بيانات الأفلام السويدية (السويدية)
- كانديس كينغ على موقع إن إن دي بي (الإنجليزية)
- كانديس كينغ على موقع أول ميوزيك (الإنجليزية)
- كانديس كينغ على موقع ديسكوغز (الإنجليزية)
- كانديس كينغ على موقع قاعدة بيانات الفيلم (الإنجليزية)
- كانديس كينغ على موقع كينوبويسك (الروسية)

- كانديس أتشولا على قاعدة بيانات الأفلام على الإنترنت
- كانديس كينغ على تويتر